# Onzè Govern d'Espanya durant la dictadura franquista

Escut de l'estat espanyol

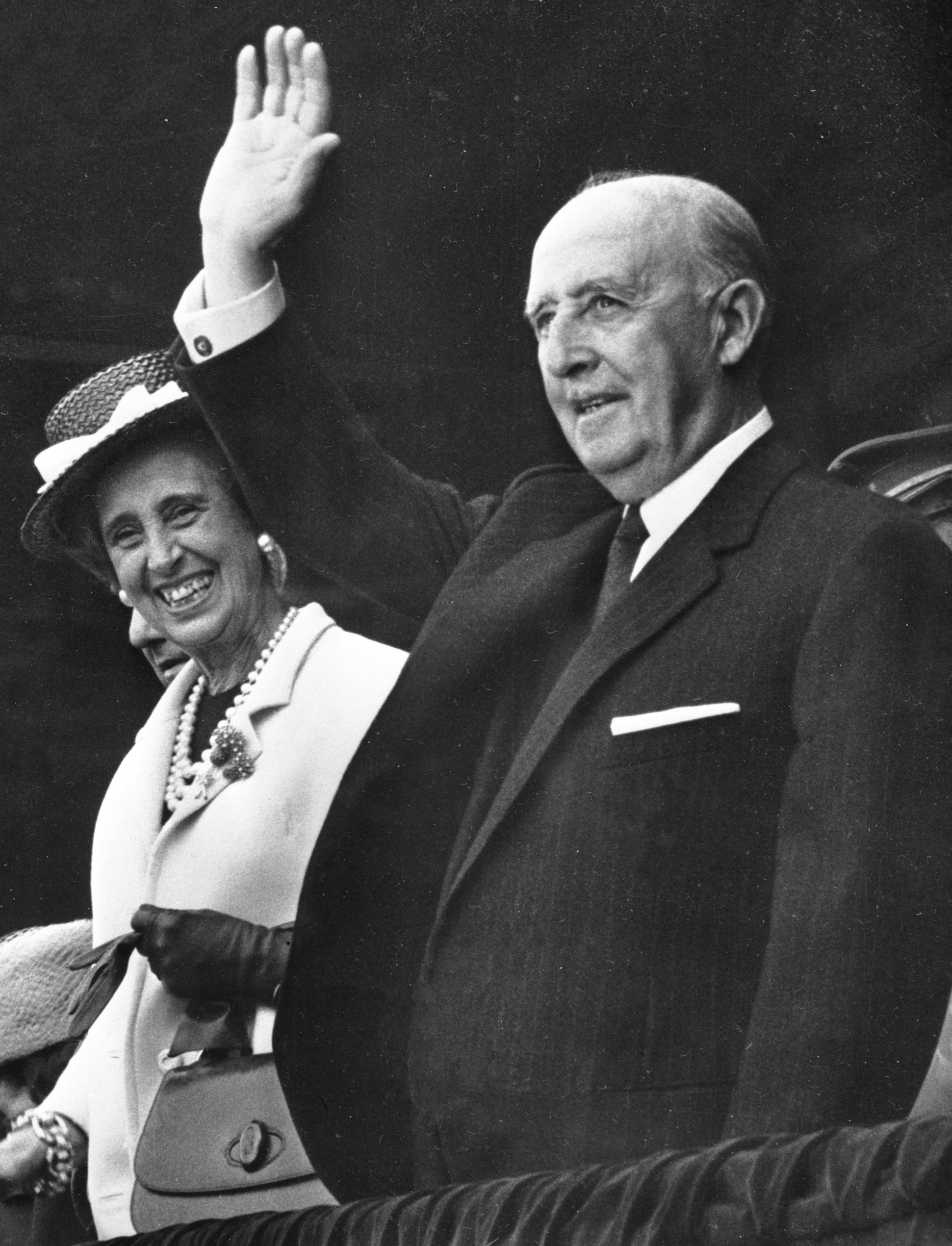
Francisco Franco, cap d'Estat

L Onzè Govern d'Espanya durant la dictadura franquista va durar del 22 de juliol de 1967 al 29 d'octubre de 1969.

## Fets destacats
Fou el primer govern franquista en què el vicepresident era Luis Carrero Blanco, com a vicepresident, es perfila com a futur successor. Aquest engegà l'operació Salmó de cara a assegurar la successió de Franco en la persona de Joan Carles de Borbó
Pel que fa a la seva composició, no varia gaire del govern anterior. Es crea un nou ministeri, el de Planificació de Desenvolupament. Es tracta d'una etapa de creixement econòmic gràcies al turisme i a la construcció. El govern, format amb alguns tecnòcrates de l'Opus Dei, es veuria implicat al final del mandat per l'escàndol de corrupció del cas Matesa, que esquitxava directament a alguns ministres.

## Composició
- Cap d'Estat

Francisco Franco Bahamonde
- Vicepresident del Govern

Luis Carrero Blanco
- Ministre de la Governació

Camilo Alonso Vega
- Ministre d'Hisenda

Juan José Espinosa San Martín
- Ministre de Treball

Jesús Romeo Gorría
- Ministre d'Afers exteriors

Fernando María Castiella
- Ministre de Justícia

Antonio María de Oriol y Urquijo
- Ministre de l'Exèrcit

Camilo Menéndez Tolosa (militar)
- Ministre de l'Aire

José Daniel Lacalle Larraga
- Ministre de Marina

Almirante Pedro Nieto Antúnez
- Ministre d'Industria

Gregorio López-Bravo de Castro
- Ministre de Comerç

Faustino García-Moncó Fernández
- Ministre d'Obres Públiques.

Federico Silva Muñoz
- Ministre d'Agricultura

Adolfo Díaz-Ambrona Moreno
- Ministre d'Habitatge

José María Martínez y Sánchez-Arjona
- Ministre d'Educació

Manuel Lora-Tamayo Martín
José Luis Villar Palasí
- Ministre Secretari General del Moviment

José Solís Ruiz
- Ministre d'Informació i Turisme

Manuel Fraga Iribarne
- Ministre Comissari del Pla de Desenvolupament

Laureano López Rodó

## Canvis
- El 18 d'abril de 1968 el ministre d'Educació, Manuel Lora-Tamayo Martín va ser destituït i substituït per José Luis Villar Palasí.